# Lui Morais
Luis Carlos de Morais Junior, dit Lui Morais, né le 17 avril 1961 à Humaitá,  est un écrivain brésilien, docteur en littérature de l'Université fédérale de Rio de Janeiro. 
Il a publié plusieurs livres sur la musique populaire brésilienne (MPB), y compris sur la samba, Caetano Veloso, Jorge Mautner (en) et Noel Rosa.

## Biographie
Fils du journaliste Luiz Carlos de Morais (Speed Luiz). Né et élevé dans le quartier de Humaita, dans Rio de Janeiro. 
Lui Morais est mariée à l'écrivain Eliane Colchete, son partenaire dans plusieurs romans et essays.
Il est diplômé en portugais-grec Lettres et Philosophie UERJ, où il se spécialise en philosophie moderne et contemporaine et a complété sa maîtrise en littérature brésilienne en 1992. En 1997, il est diplômé Docteur en Littérature à UFRJ, sous la direction du professeur Dr Ana Alencar, et en 2015, a fait des études postdoctorales à UFRJ.
Sa littérature est expérimentale et pense philosophiquement sur divers sujets.

## Œuvres
- Larápio, Rio de Janeiro, Kroart, 2004.
- Pindorama, Kroart, 2004.
- Crisólogo – O Estudante de Poesia Caetano Veloso, HP Comunicação, 2004.
- Proteu ou: A Arte das Transmutações – Leituras, Audições e Visões da Obra de Jorge Mautner, HP Comunicação, 2004.
- Meutaneurônios Atomizados (avec Marcus Vinicius de Medeiros), t.mais.oito, 2008.
- O Olho do Ciclope e os Novos Antropófagos – Antropofagia Cinematótica na Literatura Brasileira, Quártica, 2009.
- Y e os Hippies (avec Eliane Blener), Quártica, 2009.
- O Estudante do Coração, Quártica, 2010.
- O Caminho de Pernambuco (avec Eliane Blener), Quártica, 2010.
- Crisopeia (avec Eliane Blener), Quártica, 2010.
- Clone versus Gólem (avec Eliane Blener), Quártica, 2010.
- O Portal do Terceiro Milênio (avec Eliane Colchete), Quártica, 2011.
- Gigante, Quártica, 2012.
- O Meteorito dos Homens Ab e Surdos, Quártica, 2011.
- O Sol Nasceu pra Todos – A História Secreta do Samba, préface de Ricardo Cravo Albin, Litteris, 2011.
- Proteu ou: A Arte das Transmutações – Leituras, Audições e Visões da Obra de Jorge Mautner, Litteris, 2011.
- Carlos Castaneda e a Fresta entre os Mundos – Vislumbres da Filosofia Ānahuacah no Século XXI, Litteris, 2012.
- Natureza Viva, Quártica, 2012.
- Abobrinhas Requintadas – Exquisite Zucchinis (avec Eliane Marques Colchete), Quártica, 2012.
- Eu Sou o Quinto Beatle, Quártica, 2012.
- O Homem Secreto, Quártica, 2013.
- Os que ouvem mais que nós (avec Carlos Hilton), Litteris, 2013.
- Rocambole de Carne a Copacabana (avec Cláudio Carvalho et Cid Valle), Litteris, 2013.
- As Vivências Pós-modernas (et alii)., Quártica, 2013.
- O Estudante do Coração – Ensaios Sobre a Arte Pós-Moderna Litteris, 2013.
- Alchimia seu Archimagisterium Solis in V libris, Quártica Premium, 2013.
- Linhas Cruzadas (avec Caio Reis Morais et alii), Quártica, 2014.
- A Formação da Filosofia Contemporânea (avec Eliane Marques Colchete), Litteris, 2014.
- A Autoeducação e o Século 21, Litteris, 2014.
- Outras Palavras (avec Claudio Carvalho), Litteris, 2014.
- Poesia de Reciclagem, Litteris, 2014.
- Encontros nas esquinas das palavras: cinematótica transtemporal e complexistória na lírica brasileira atual ou: impressões de vertigens, ou ainda: devires do soneto brasileiro. Rio de Janeiro: post doctoral book held at the Federal University of Rio de Janeiro. 2015[4].
- O superprocessador de emoções do aquecimento global {novelo ou: contogeração}: experimental novel, 2016[5].
- Eu, o dono da verdade, Quártica, 2017.
- Laboratório de Letras (avec Eliane Marques Colchete de Morais). Rio de Janeiro: Litteris, 2017.
- O Pedagogo de Si' (A Educação e a Filosofia 2). Rio de Janeiro: Litteris, 2019.
- Machineman'. Rio de Janeiro: Litteris, 2021.
- Encontros nas esquinas das palavras: cinematótica transtemporal e complexistória na lírica brasileira atual ou: impressões de vertigens, ou ainda: devires do soneto brasileiro. Rio de Janeiro: Quártica, 2021.
- Faetonte ou A Guerra das Amazonas. Rio de Janeiro: Quártica, 2022.